# Аквариум (журнал)
«Аквариум» — российский журнал об аквариумистике и террариумах. Основан в январе 1993 года.

В 1993—2000 годах издавался с периодичностью 4 номера в год.

С 2001 по 2014 год издавался с периодичностью 6 номеров в год.
С 2015 года не издаётся.
Журнал «Аквариум» — массовый иллюстрированный журнал о содержании и разведении аквариумных рыб, земноводных, пресмыкающихся и насекомых в домашних условиях.